# Milano-Sanremo 1954
La Milano-Sanremo 1954, quarantacinquesima edizione della corsa, fu disputata il 19 marzo 1954, per un percorso totale di 282 km. Fu vinta dal belga Rik van Steenbergen, giunto al traguardo con il tempo di 7h10'03" alla media di 39,344 km/h davanti a Francis Anastasi e Giuseppe Favero.
I ciclisti che partirono da Milano furono 219; coloro che tagliarono il traguardo a Sanremo furono 95.

## Ordine d'arrivo (Top 10)
| Pos. | Corridore           | Squadra               | Tempo    |
| ---- | ------------------- | --------------------- | -------- |
| 1    | Rik van Steenbergen | Girardengo-ElDorado   | 7h10'03" |
| 2    | Francis Anastasi    | Mercier-BP-Hutchinson | s.t.     |
| 3    | Giuseppe Favero     | Bianchi-Pirelli       | s.t.     |
| 4    | Fausto Coppi        | Bianchi-Pirelli       | s.t.     |
| 5    | Loretto Petrucci    | Lygie                 | s.t.     |
| 6    | Stan Ockers         | Girardengo-El Dorado  | s.t.     |
| 7    | Désiré Keteleer     | Bianchi-Pirelli       | s.t.     |
| 8    | Fiorenzo Magni      | Nivea-Fuchs           | s.t.     |
| 9    | Ettore Milano       | Bianchi-Pirelli       | s.t.     |
| 10   | Guido Messina       | Fréjus                | s.t.     |